# Hot (bài hát)
"Hot" là ca khúc đồng sáng tác của Avril Lavigne và nhạc sĩ Dr. Luke. Đây là đĩa đơn thứ ba trong album The Best Damn Thing sau "Girlfriend" và "When You're Gone". Đĩa đơn "Hot" khá thành công ở Canada khi lọt vào top 10 trên Canadian Hot 100. Nhưng lại không mấy thành công trên UK Single Chart khi chỉ đạt vị trí cao nhất là 30 trên bảng xếp hạng này. "Hot" thất bại ở Mĩ khi chỉ có thể leo lên vị trí 95 trên US Billboard Hot 100.

## Đĩa đơn
Đĩa đơn được phát hành ở nhiều nước trên thế giới với nhiều danh sách ca khúc khác nhau:
Đĩa đơn CD ở Nhật Bản
1. "Hot"
2. "When You're Gone" [Acoustic Version]
3. "Girlfriend" [Dr. Luke Remix] (hợp tác với Lil' Mama)

Đĩa đơn CD ở Anh
1. "Hot"
2. "I Can Do Better" [Acoustic Version]

Đĩa đơn CD ở Úc
1. "Hot"
2. "I Can Do Better" [Acoustic Version]
3. "Hot" [Video]

## Bảng xếp hạng
| Bảng xếp hạng (2007)            | Vị trí |
| ------------------------------- | ------ |
| Australian ARIA Singles Chart   | 14     |
| Austrian Singles Chart          | 17     |
| Canadian Hot 100                | 10     |
| Chilean Singles Chart           | 33     |
| Dutch Tipparade                 | 15     |
| Germany Singles Top 100         | 26     |
| Irish Singles Chart             | 19     |
| Israeli Singles Chart           | 3      |
| México Top 100                  | 32     |
| New Zealand RIANZ Singles Chart | 30     |
| Peruvian Singles Chart          | 86     |
| Russian Airplay Top 100         | 40     |
| Sweden Singles Chart            | 53     |
| Switzerland Singles Chart       | 61     |
| Turkish Top 20 Chart            | 8      |
| UK Singles Chart                | 30     |
| U.S Billboard Hot 100           | 95     |
| U.S Billboard Pop 100           | 64     |

## Phát hành
| Nước           | Ngày             |
| -------------- | ---------------- |
| Canada         | 2 tháng 10 2007  |
| Hoa Kỳ         | 2 tháng 10 2007  |
| Nhật Bản       | 10 tháng 10 2007 |
| Brasil         | 29 tháng 10 2007 |
| United Kingdom | 29 tháng 10 2007 |
| Châu Âu        | 2 tháng 11 2007  |
| Úc             | December 15 2007 |